# Governo Majko I
Il governo Majko I è stato il 58º governo dell'Albania, in carica dal 2 ottobre 1998 al 28 novembre 1999.

## Compagine di governo

### Appartenenza politica
L'appartenenza politica dei membri del Governo, al momento della formazione, era la seguente:
| Partito | Partito                                 | Primo ministro | Vice primo ministro | Ministri | Segretari di Stato | Totale |
| ------- | --------------------------------------- | -------------- | ------------------- | -------- | ------------------ | ------ |
|         | Partito Socialista d'Albania            | 1              | 1                   | 8        | -                  | 10     |
|         | Partito Alleanza Democratica            | -              | -                   | 2        | 1                  | 3      |
|         | Partito Socialdemocratico d'Albania     | -              | -                   | 2        | -                  | 2      |
|         | Indipendenti                            | -              | -                   | 2        | -                  | 2      |
|         | Partito dell'Unione per i Diritti Umani | -              | -                   | 1        | -                  | 1      |
|         | Partito Agrario d'Albania               | -              | -                   | 1        | -                  | 1      |
| Totale  | Totale                                  | 1              | 1                   | 16       | 1                  | 19     |

## Composizione
Al momento dell'insediamento, il Governo era composto da 16 ministri (esclusi il Primo ministro e il Vice Primo ministro) e un segretario di Stato.
| Carica                                               | Titolare | Titolare                           | Titolare                                       |
| ---------------------------------------------------- | -------- | ---------------------------------- | ---------------------------------------------- |
| Primo ministro                                       |          |                                    | Pandeli Majko (PSSH)                           |
| Vice primo ministro Coordinamento governativo        |          |                                    | Ilir Meta (PSSH)                               |
| Esteri                                               |          |                                    | Paskal Milo (PSD)                              |
| Finanze                                              |          |                                    | Anastas Angjeli (PSSH)                         |
| Ordine pubblico                                      |          |                                    | Petro Koçi (PSSH) Fino al 19/05/1999           |
| Ordine pubblico                                      |          | Spartak Poçi (PSSH) Dal 19/05/1999 |                                                |
| Difesa                                               |          |                                    | Luan Hajdaraga (PSSH)                          |
| Giustizia                                            |          |                                    | Thimio Kondi (Indipendente) Fino al 04/06/1999 |
| Giustizia                                            |          | Ilir Panda (PSSH) Dal 04/06/1999   |                                                |
| Economia pubblica e privatizzazioni                  |          |                                    | Ylli Bufi (PSSH)                               |
| Agricoltura                                          |          |                                    | Lufter Xhuveli (PASH)                          |
| Lavori pubblici e trasporti                          |          |                                    | Ingrid Shuli (PSD)                             |
| Affari locali                                        |          |                                    | Arben Demeti (AD)                              |
| Istruzione                                           |          |                                    | Et'hem Ruka (PSSH)                             |
| Salute                                               |          |                                    | Leonard Solis (PBDNJ)                          |
| Cultura, gioventù e sport                            |          |                                    | Edi Rama (Indipendente)                        |
| Riforme istituzionali                                |          |                                    | Arben Imami (AD)                               |
| Cooperazione economica con l'estero                  |          |                                    | Ermelinda Meksi (PSSH)                         |
| Lavoro e affari sociali                              |          |                                    | Kadri Rrapi (PSSH)                             |
| Informazione                                         |          |                                    | Musa Ulqini (PSSH)                             |
| Segretario di Stato per l'integrazione euroatlantica |          |                                    | Maqo Lakrori (AD)                              |